# HD 59380
HD 59380 è una stella binaria di magnitudine 5,87 situata nella costellazione dell'Unicorno. Dista 89 anni luce dal sistema solare.

## Osservazione
Si tratta di una stella situata nell'emisfero celeste australe, ma molto in prossimità dell'equatore celeste; ciò comporta che possa essere osservata da tutte le regioni abitate della Terra senza alcuna difficoltà e che sia invisibile soltanto molto oltre il circolo polare artico. Nell'emisfero sud invece appare circumpolare solo nelle aree più interne del continente antartico. La sua magnitudine pari a 5,9 la pone al limite della visibilità ad occhio nudo, pertanto per essere osservata senza l'ausilio di strumenti occorre un cielo limpido e possibilmente senza Luna.
Il periodo migliore per la sua osservazione nel cielo serale ricade nei mesi compresi fra dicembre e maggio; da entrambi gli emisferi il periodo di visibilità rimane indicativamente lo stesso, grazie alla posizione della stella non lontana dall'equatore celeste.

## Caratteristiche fisiche
La stella principale del sistema è bianco-gialla di sequenza principale di tipo spettrale F. Ha una massa che è circa il 30% superiore a quella del Sole. Si tratta di una binaria astrometrica e spettroscopica, con una debole compagna che ruota attorno alla principale in un periodo di 2,76 anni su un'orbita altamente eccentrica. Essendo la massa della secondaria un terzo di quella solare si tratta probabilmente di una piccola nana rossa.